# Erebia totonigra
Erebia totonigra är en fjärilsart som beskrevs av Ruggero Verity 1953. Erebia totonigra ingår i släktet Erebia och familjen praktfjärilar. Inga underarter finns listade i Catalogue of Life.